# Hesperantha pilosa
Hesperantha pilosa är en irisväxtart som först beskrevs av Carl von Linné d.y., och fick sitt nu gällande namn av Ker Gawl. Hesperantha pilosa ingår i släktet Hesperantha och familjen irisväxter. Inga underarter finns listade i Catalogue of Life.